# Stekene
Stekene est une commune néerlandophone de Belgique située en Région flamande dans la province de Flandre-Orientale.

## Géographie

### Sections de la commune
| # | Section      | Superf. (km²) | Habitants (2020) | Habitants par km² | Code INS      |
| - | ------------ | ------------- | ---------------- | ----------------- | ------------- |
| 1 | Stekene (I)  | 35,33         | 14.950           | 423               | 46024A/46024C |
| 2 | Kemzeke (II) | 9,94          | 3.736            | 376               | 46024B        |

### Localités
- Stekene: Petit-Sinay (III), Hellestraat(IV), Koewacht(V)

### Communes limitrophes
- a. Sint-Gillis-Waas
- b. Sint-Pauwels (Sint-Gillis-Waas)
- c. Sinaai (Saint-Nicolas)
- d. Moerbeke
- e. De Klinge (Sint-Gillis-Waas)

## Histoire
En 1968, l'organisation nationaliste flamande Sint-Maartensfonds a fait l'acquisition d'un terrain de +/- 6 000 m² pour le transformer en parc à la gloire des Waffen-SS flamands. Pendant la seconde guerre mondiale, quelque 10 000 flamands (ainsi que 12 000 wallons sous l'Obersturmbannführer Léon Degrelle) se sont battus sur le front de l'est aux côtés des soldats de l'Allemagne nazie.

## Héraldique
|  | La commune possède des armoiries qui lui ont été octroyées le 13 octobre 1819 et confirmées les 18 juin 1845 et 2 septembre 1985. La signification exacte des armopiries n'est pas connue. En 1815, lorsque le conseil demanda les armoiries, aucune explication ne fut donnée. Les couleurs non plus, donc les couleurs nationales néerlandaises ont été octroyées. Celles-ci ont également été confirmées en 1845 après l'indépendance de la Belgique en 1830. Une explication des armoiries est que le poisson symbolise les terribles inondations de 1583 lors desquelles tout le village a été inondé. Les inondations ont dépeuplé la région et le conseil de Stekene a été fusionné avec celui Kemzeke et, de plus, le village a appartenu à Kemzeke jusqu'en 1792. Blasonnement : D'azur à trois poissons contournés nageant d'or, posés l'un sur l'autre. Source du blasonnement : Heraldy of the World. |

## Démographie

### Évolution démographique: Avant la fusion des communes
- Sources : INS, Rem. : 1831 jusqu'en 1970 = recensements, 1976 = nombre d'habitants au 31 décembre[3].

### Évolution démographique de la commune fusionnée
Graphe de l'évolution de la population de la commune. Les données ci-après intègrent les anciennes communes dans les données avant la fusion en 1977.
- Source : DGS - Remarque: 1831 jusqu'à 1981=recensement; depuis 1990=nombre d'habitants chaque 1er janvier[4]

## Patrimoine

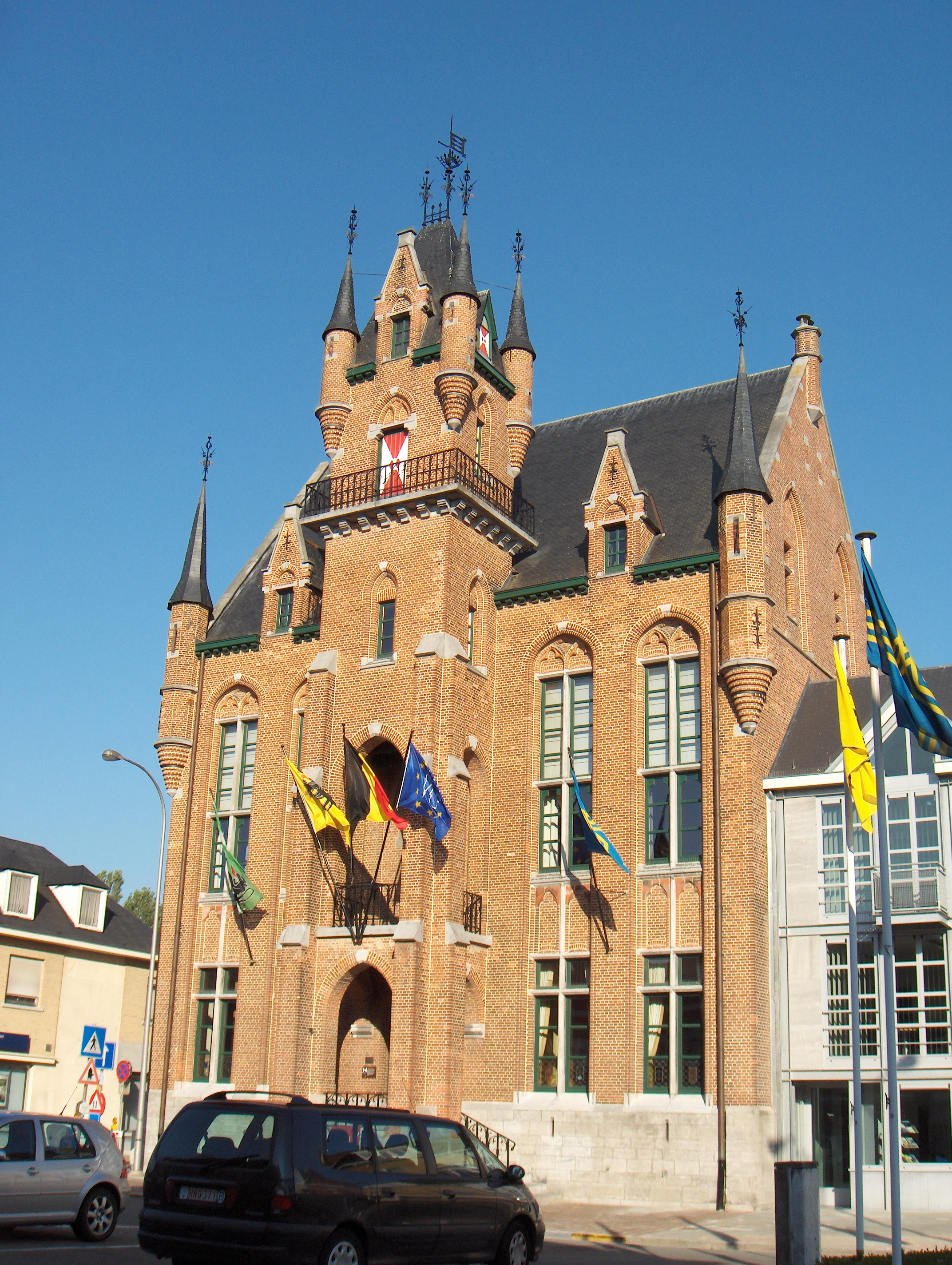
Stekene, l'hôtel de ville
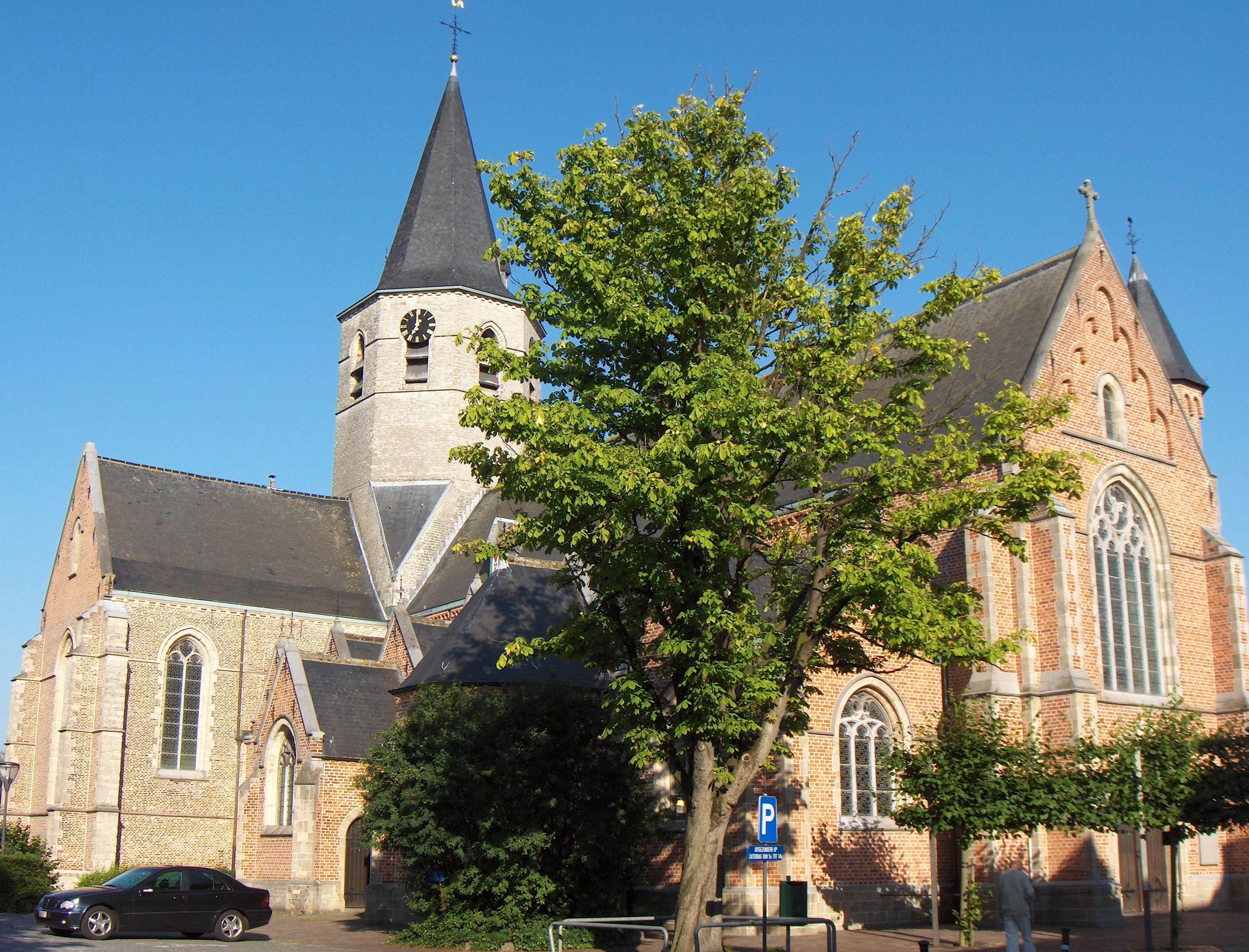
Stekene, église
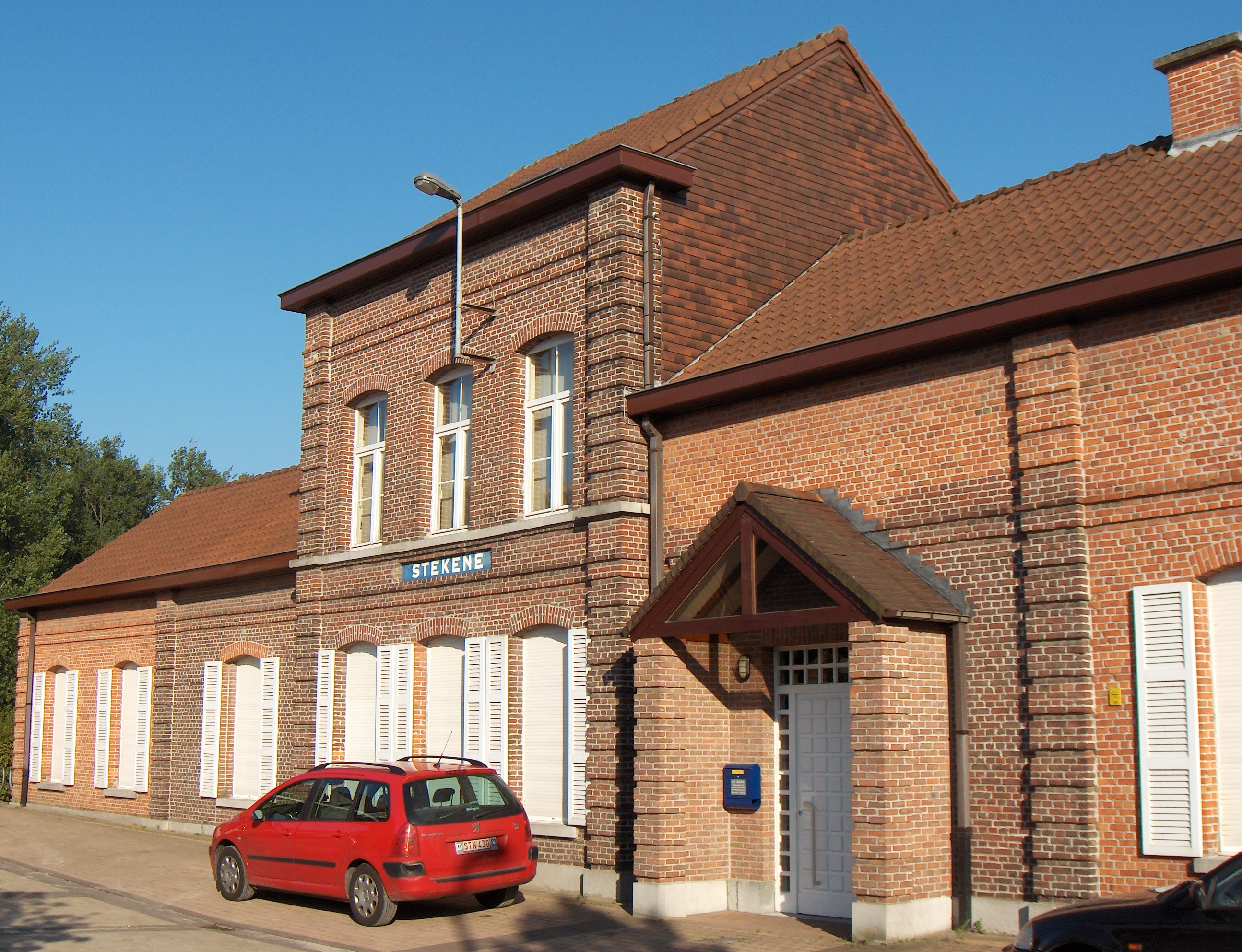
Gare Saint-Gilles-Waes - Moerbeke
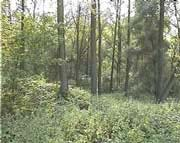
Het Steengelaag
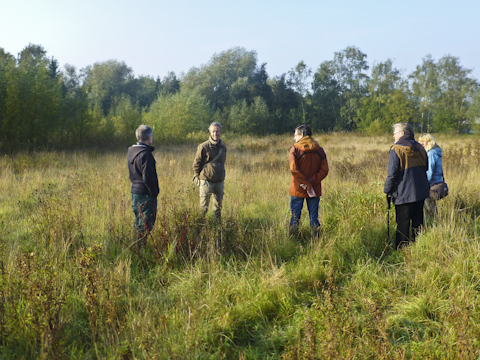
Groene Putte, Stekene
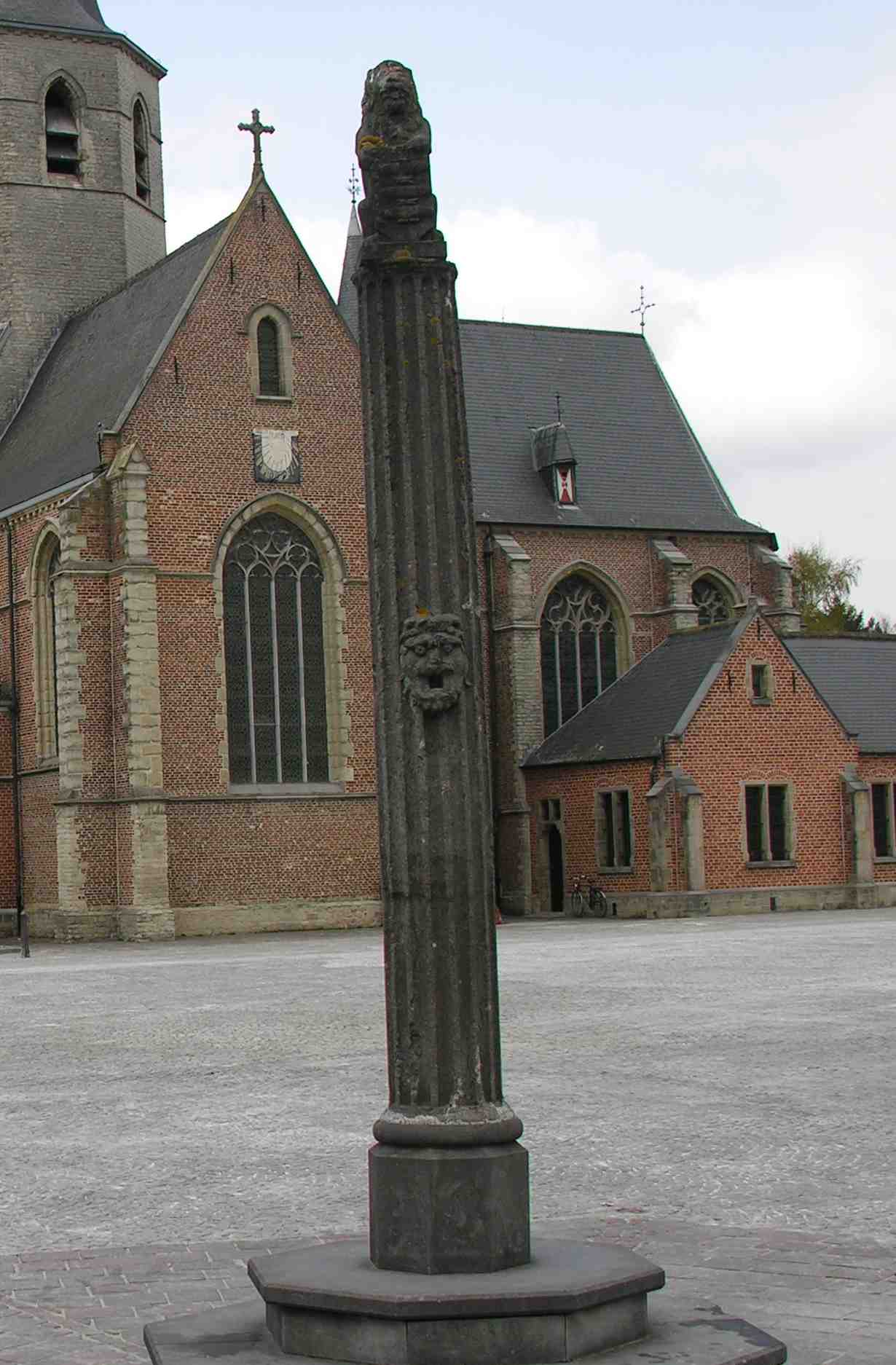
Stekene, pilori
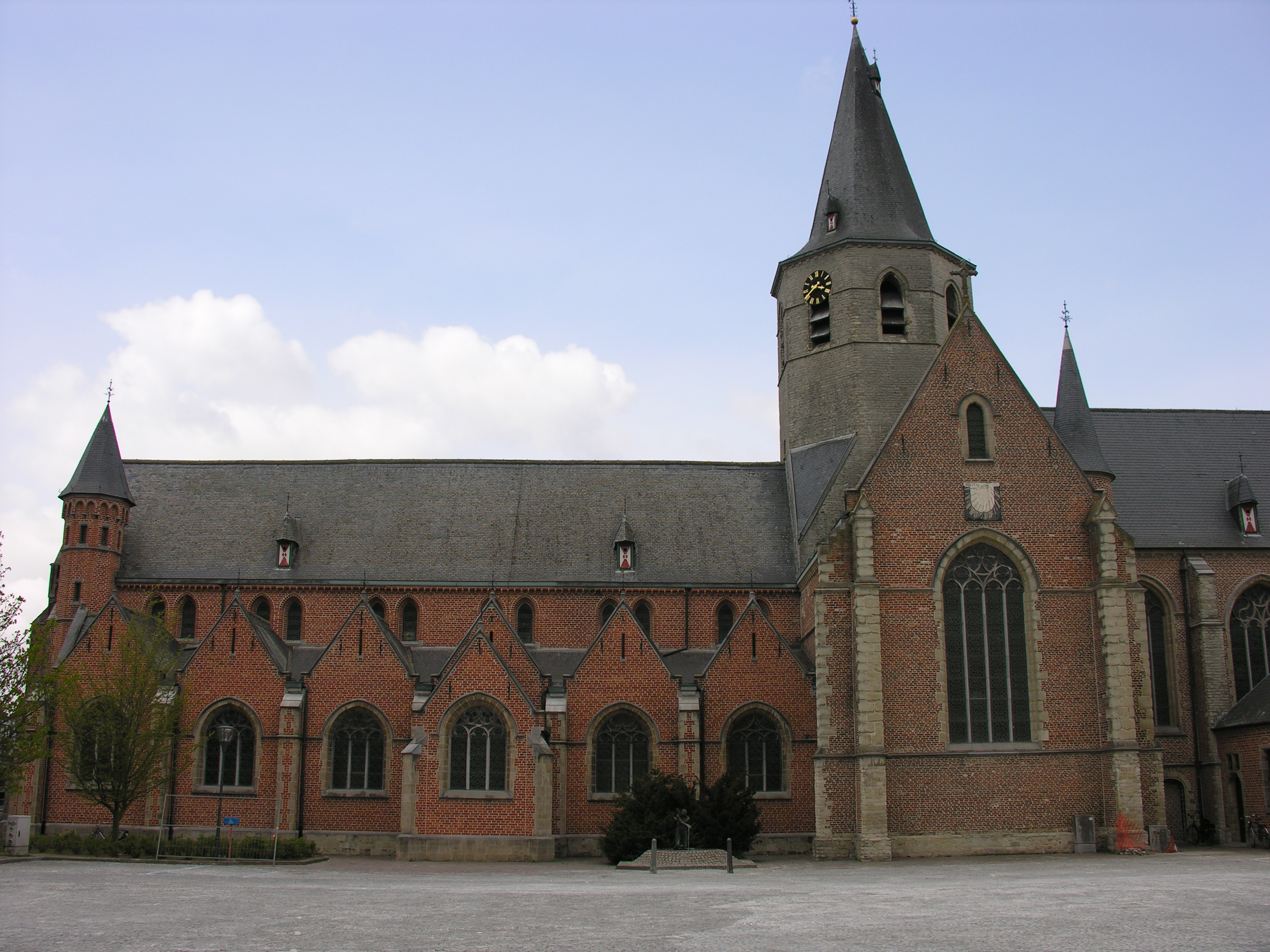
Stekene, H.Kruiskerk
Stekene, dans Manesson Mallet: Travaux de Mars ou l'Art de la Guerre, ~ 1696
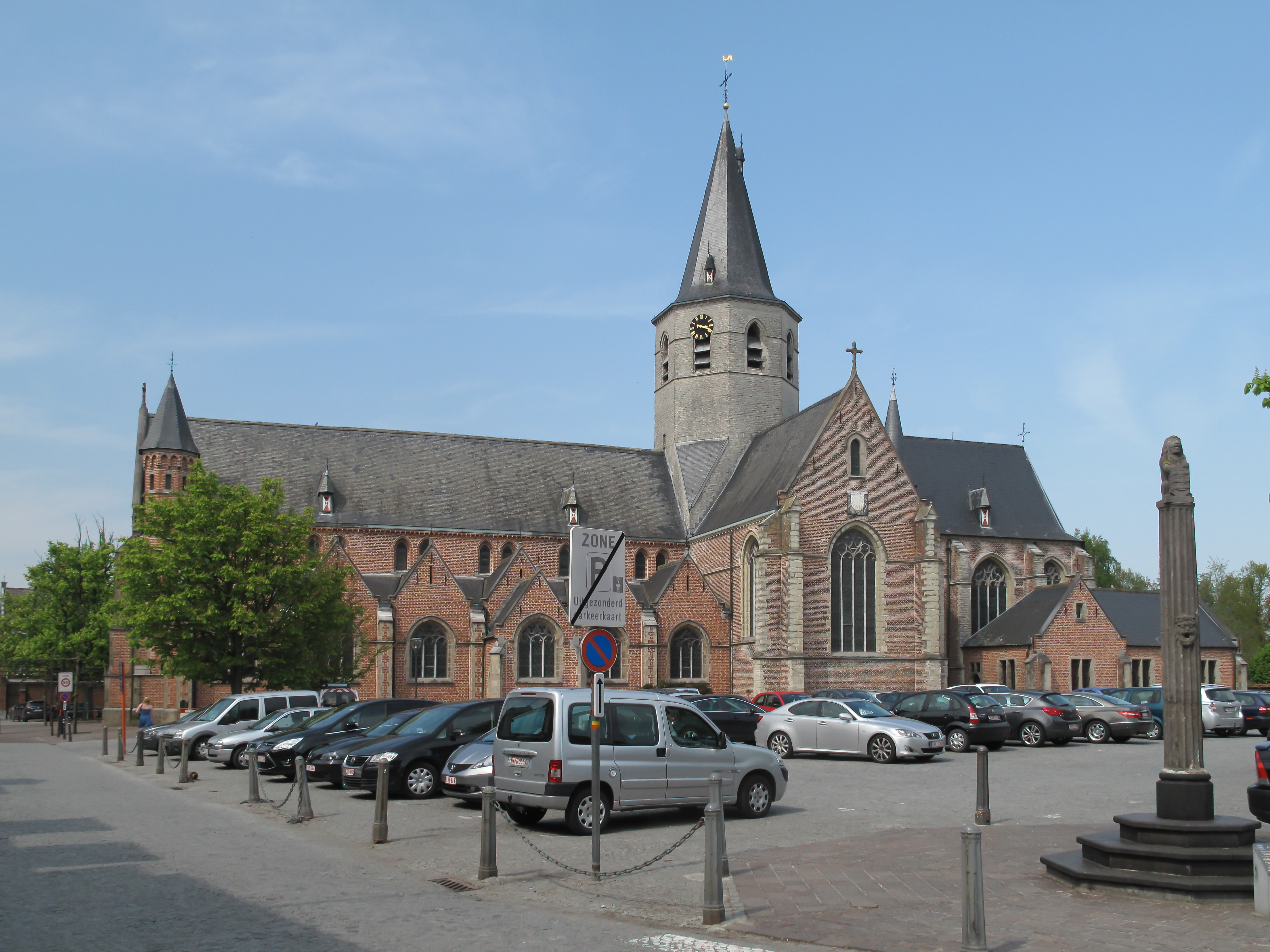
Stekene, église: de Heilige Kruiskerk
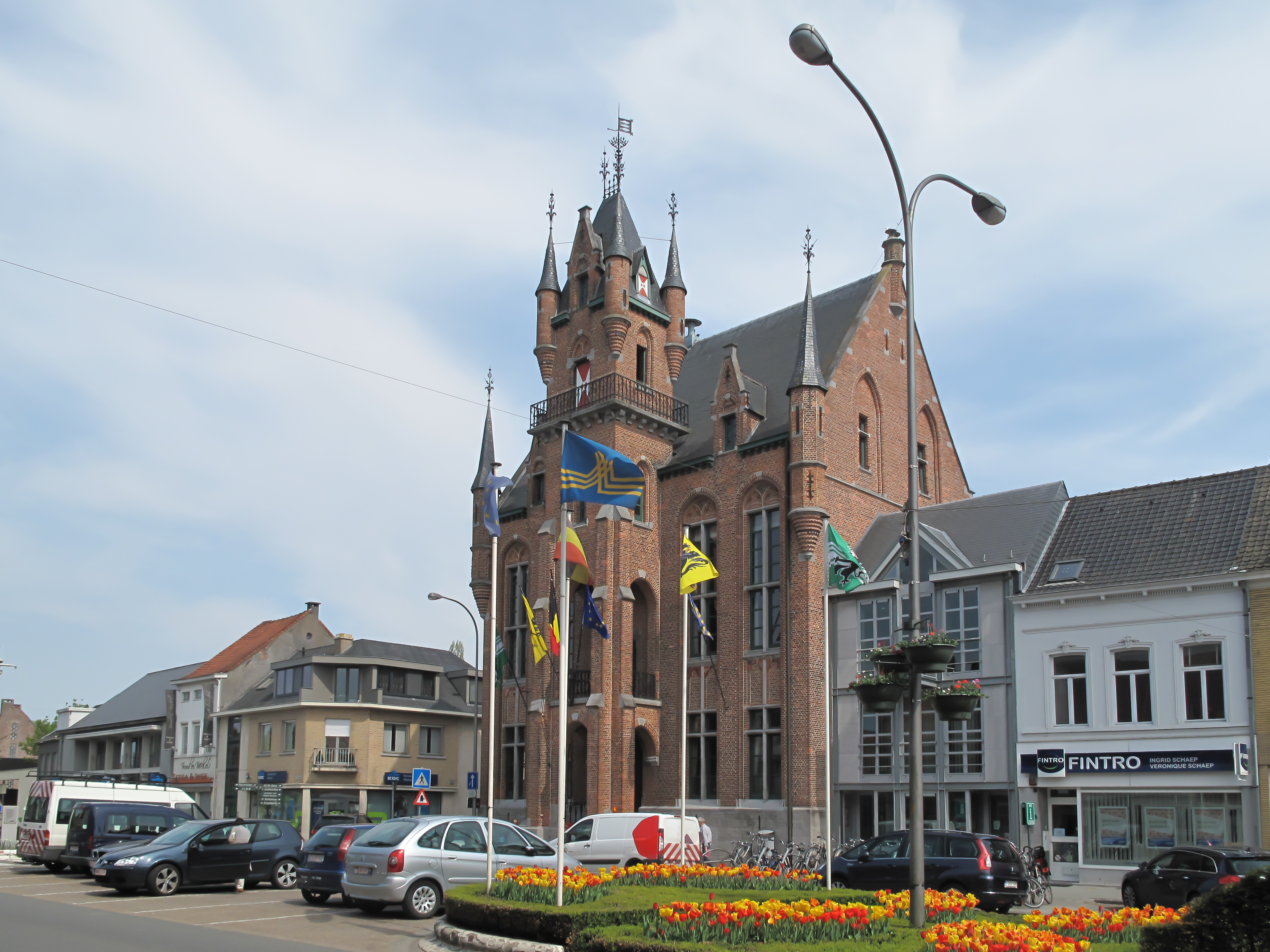
Stekene, l'hôtel de ville

## Célébrités liées à la commune
- Johannes Baptista Goethals et Marie Le Barron, de Stekene, immigrés flamands à New York, dont le fils George Washington Goethals (1858-1928) deviendra ingénieur civil et officier de l'US Army, choisi par le président Theodore Roosevelt pour diriger l'achèvement de la construction du canal de Panama [5].